# 香港補助學校議會
香港補助學校議會（英語：Grant Schools Council），由香港22所天主教及基督教的教會學校所組成，於1939年成立。其中過半數成員學校歷史悠久，創辦超過一百年，故常被坊間稱為香港教會主辦的22間「傳統名校」。與其他津貼學校（Subsidized Schools）不同，這些學校早於1973年前依《補助則例》（Grant Code）接受政府指定補助，所以名為補助學校（Grant Schools）。這些學校全部為天主教或基督教的教會主辦學校，現時補助學校的行政大致上與津貼學校相同，主要負責維護各成員學校的利益。

## 背景
政府於1950年代將補助計劃跟津貼計劃的距離拉近，1965年推出的教育政策白皮書建議將《補助則例》及《津貼則例》合併。1970年代推行義務教育後，政府著手草擬新的《中學資助則例》，最後於1980年實施。現時補助學校與其他津貼學校一樣，根據《中學資助則例》獲得同等資助（兩者合稱為資助學校）。

## 成員學校
| 學校               | 創校年份 | 加入補助年份               | 備註                 |
| ------------------ | -------- | -------------------------- | -------------------- |
| 英華書院           | 1818年   | 1918年（1914年復辦後加入） | 2008年已轉為直資學校 |
| 聖保羅書院         | 1851年   | 1876年、1919年             | 2002年已轉為直資學校 |
| 聖保祿學校         | 1854年   | 1900年                     | 2004年已轉為直資學校 |
| 嘉諾撒聖心書院     | 1860年   | 1882年                     |                      |
| 拔萃女書院         | 1860年   | 1900年（創校時加入）       | 2006年已轉為直資學校 |
| 拔萃男書院         | 1869年   | 1877年                     | 2003年已轉為直資學校 |
| 嘉諾撒聖方濟各書院 | 1869年   | 1881年                     |                      |
| 聖若瑟書院         | 1875年   | 1879年                     |                      |
| 英華女學校         | 1900年   | 1900年（創校時加入）       |                      |
| 嘉諾撒聖瑪利書院   | 1900年   | 1904年                     |                      |
| 聖士提反女子中學   | 1906年   | 1924年                     |                      |
| 聖保羅男女中學     | 1915年   | 1919年                     | 2001年已轉為直資學校 |
| 香港華仁書院       | 1919年   | 1922年                     |                      |
| 九龍華仁書院       | 1924年   | 1928年                     |                      |
| 瑪利諾修院學校     | 1925年   | 1936年                     |                      |
| 瑪利曼中學         | 1927年   | 1952年                     |                      |
| 聖嘉勒女書院       | 1927年   | 1959年                     |                      |
| 喇沙書院           | 1932年   | 1932年（創校時加入）       |                      |
| 協恩中學           | 1936年   | 1936年（創校時加入）       | 2011年已轉為直資學校 |
| 聖馬可中學         | 1949年   | 1955年                     |                      |
| 循道中學           | 1958年   | 1958年                     |                      |
| 聖保祿中學         | 1960年   | 1960年（創校時加入）       |                      |